# Scierie à vent

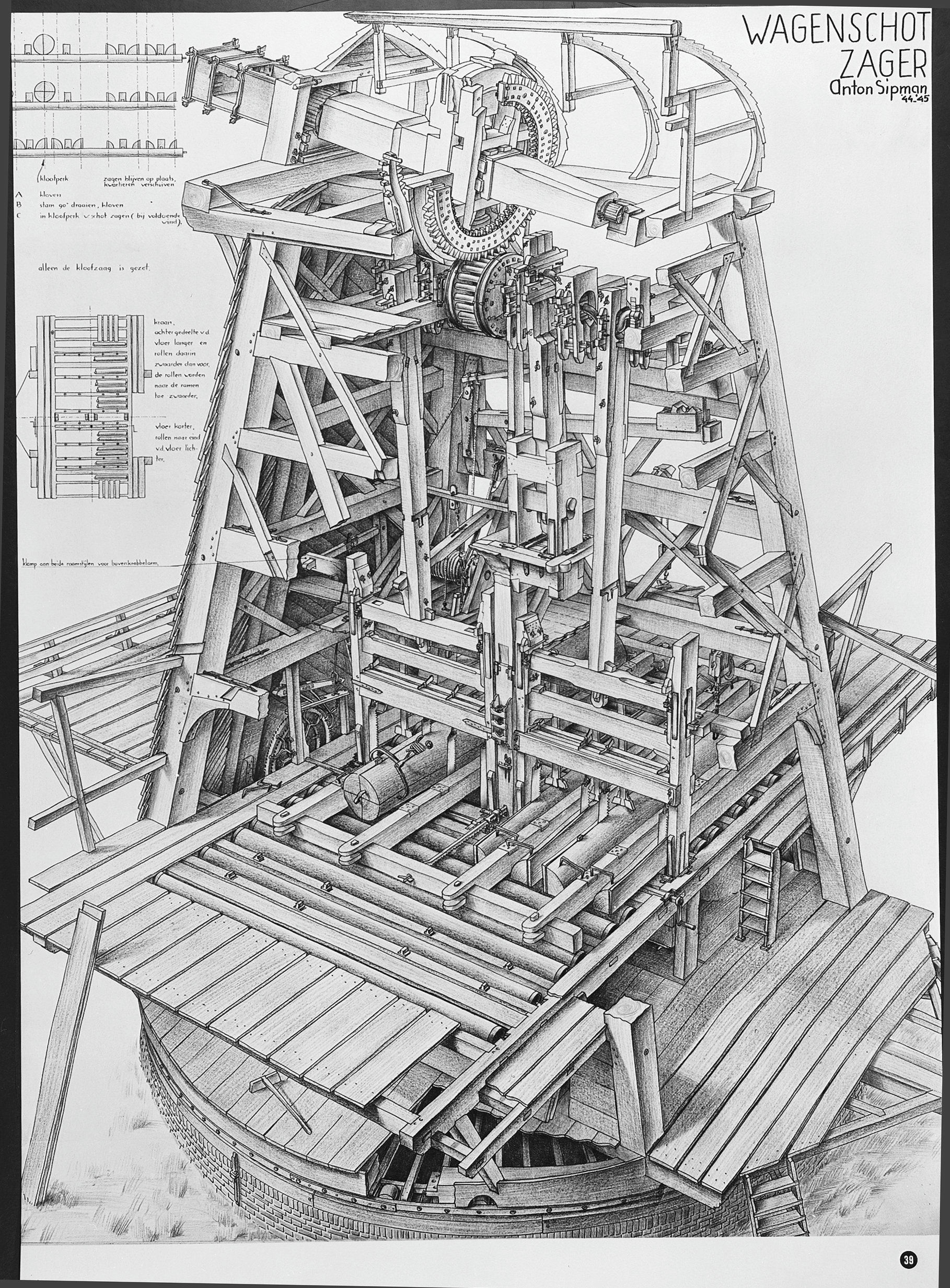
Wagenschot Zager, dessin A.Sipman (1944-1945)

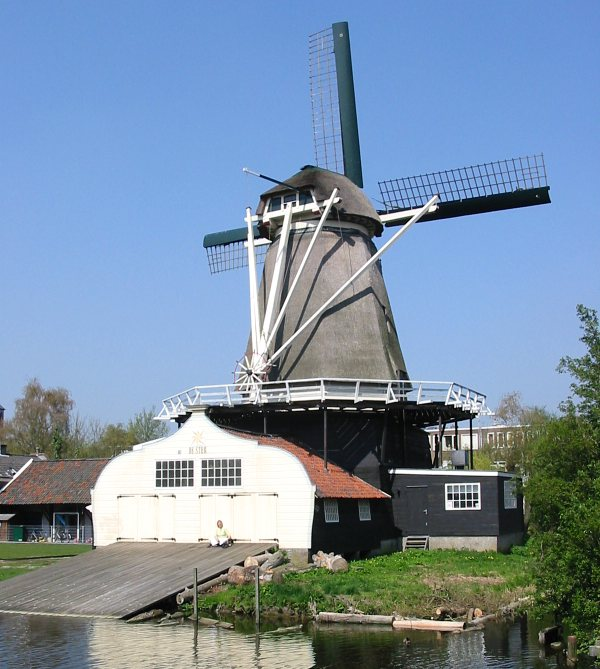
Stellingzaagmolen De Ster à Utrecht

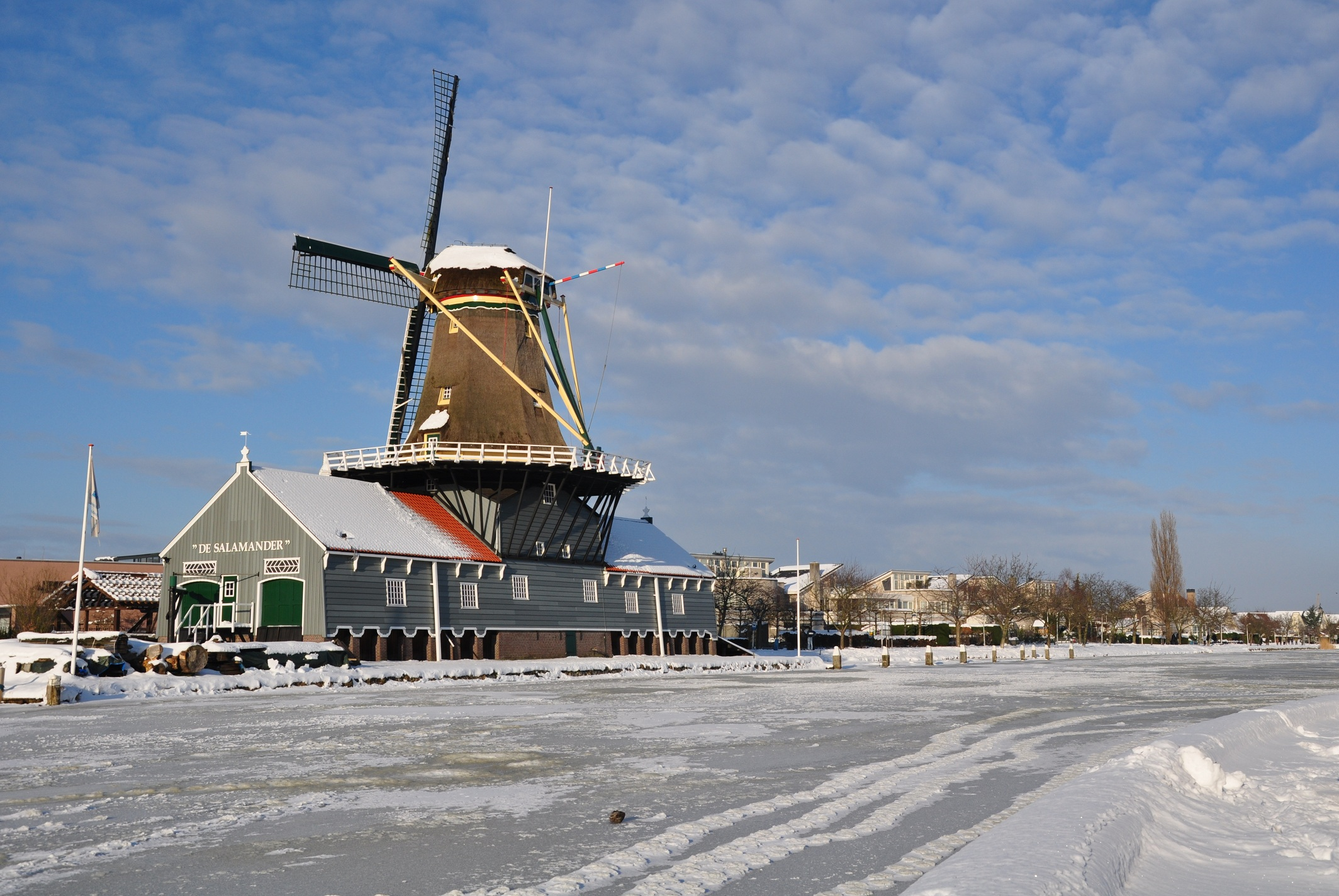
De Salamander à Leidschendam

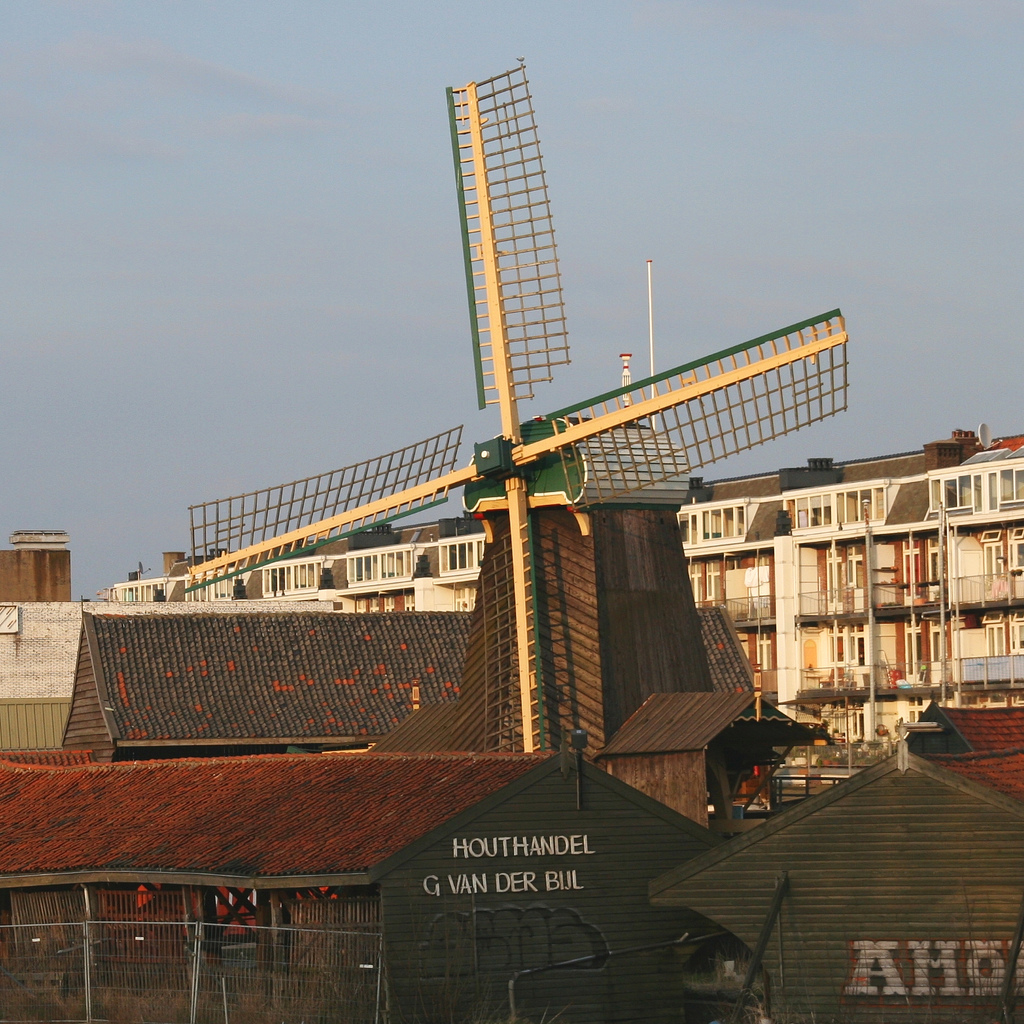
Paltrokmolen De Otter à Amsterdam-Ouest est le dernier des nombreuses scieries qui se tenaient près du Kostverlorenvaart avant la construction du Frederik Hendrikbuurt.

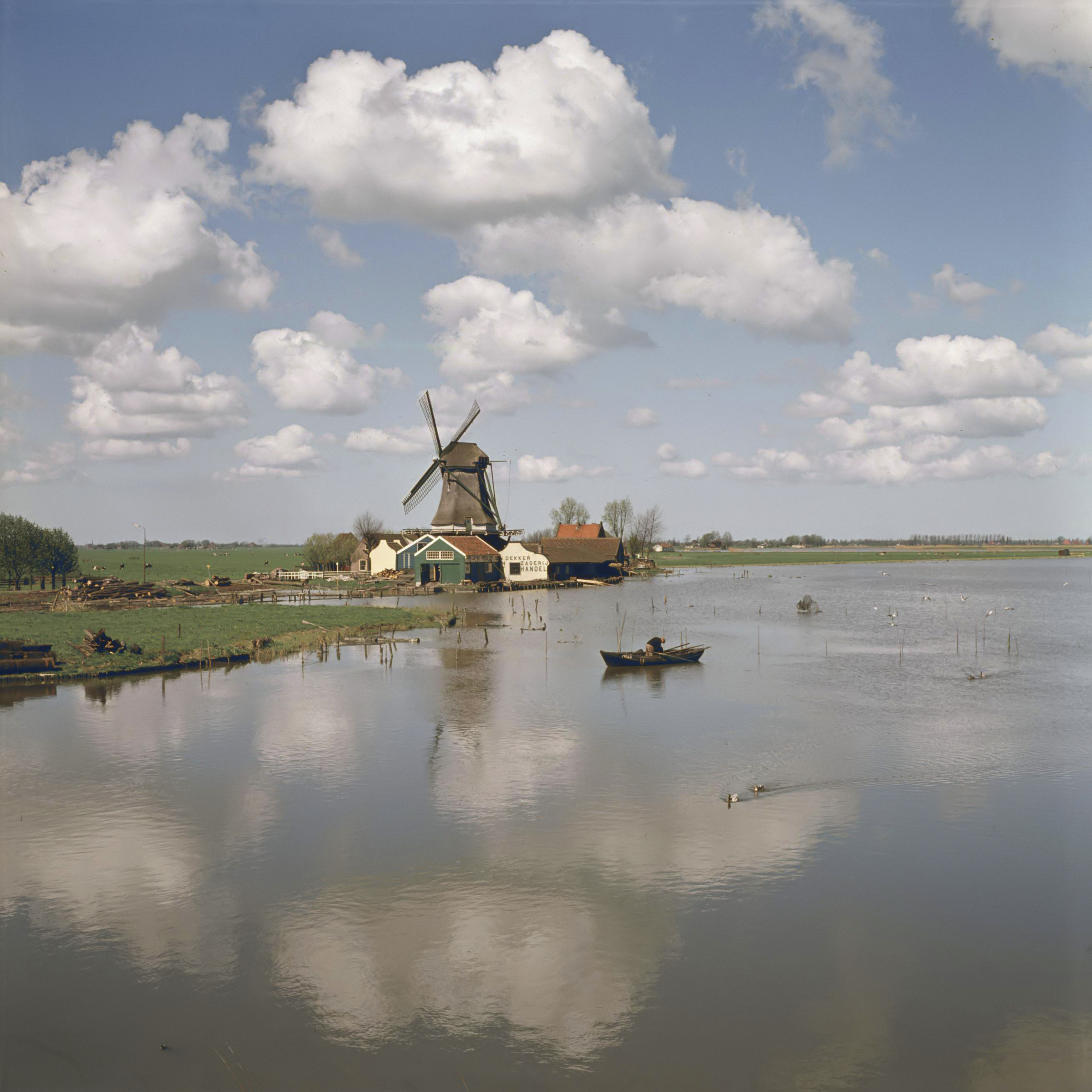
Houtzaagmolen De Vriendschap près de Monnickendam (1960, incendiée en 1961)

Un moulin à scier ou moulin-scierie ou scierie à vent (en néerlandais « zaagmolen » ou « houtzaagmolen » ou ses variantes « paltrokmolen », « stellingmolen ») est une scierie à bois mue par le vent, soit un moulin à vent dédié au sciage du bois. On doit cette invention à Cornelis Corneliszoon van Uitgeest  (Corneille Van Uitgust)  qui réussit en 1592 à utiliser un vilebrequin pour changer le mouvement circulaire d'un moulin en mouvement de va-et-vient d'une scie. Sur les 584 éoliennes industrielles dénombrées dans la région du Zaan (au nord d'Amsterdam) en 1731, 256 étaient utilisées pour scier du bois. 
Ces scieries pourront traiter 60 billes en 4 à 5 jours, alors que le sciage à la main de la même quantité de bois prenait 120 jours. Cette innovation technologique et son intégration étroite avec les chaînes d'approvisionnement et les chantiers navals permettront aux Hollandais de construire des centaines de navires de haute mer au début du XVIIe siècle, consommant au passage annuellement près de 320 000 m3 de chêne.  

## Description
Les ailes du moulin sont fixées sur l'arbre tournant. Centrée sur l'arbre, la roue principale ou rouet en pousse une autre, placée immédiatement au-dessous, et fixée aussi à une pièce de charpente suspendue sur un axe auquel sont attachées trente ou quarante scies perpendiculaires, dix dans chaque compartiment ou cadre. Selon le mouvement de la roue, les scies s'élèvent et s'abaissent.   
Le système de soulèvement des scies imprime également l'avancement des grumes, via des vindas, ou une sorte de roue à rochet.  
Le scieur dans les moulins s’appelle en néerlandais « zaagmolenaar », dans les Voges « sagard  ».  
La scierie à vent vient aux Pays-Bas en trois versions: 
1. Moulin à paltrok (nl) (paltrokmolen),
2. moulin à galerie (stellingmolen) avec grange de sciage, la galerie (stelling) permet ici d'atteindre le moulin et les ailes du moulin. 
  1. pied hexagonal en bois hauts de 1,25 m environ.
  2. Octogone en bois sur structure basse carrée.
3. comme un moulin rond en pierre, comme le Klaaskensmolen (nl).

De plus, existaient en Hollande des scieries hydraulique: le Molen van Singraven (nl) à Denekamp.  

Une scierie fonctionne de manière optimale avec trois cadres de scies, car le vilebrequin n'a alors pas de point mort. Avec trois cadres de scie, l'un des cadres de scie est un cadre de délignage pour redresser les planches sciées. Les planches sont poussées à travers la fenêtre de sciage (schulpraam) par la lame de tête ou la griffe (prook) du traîneau de chariot porte-grume (zaagslee) adjacent.  

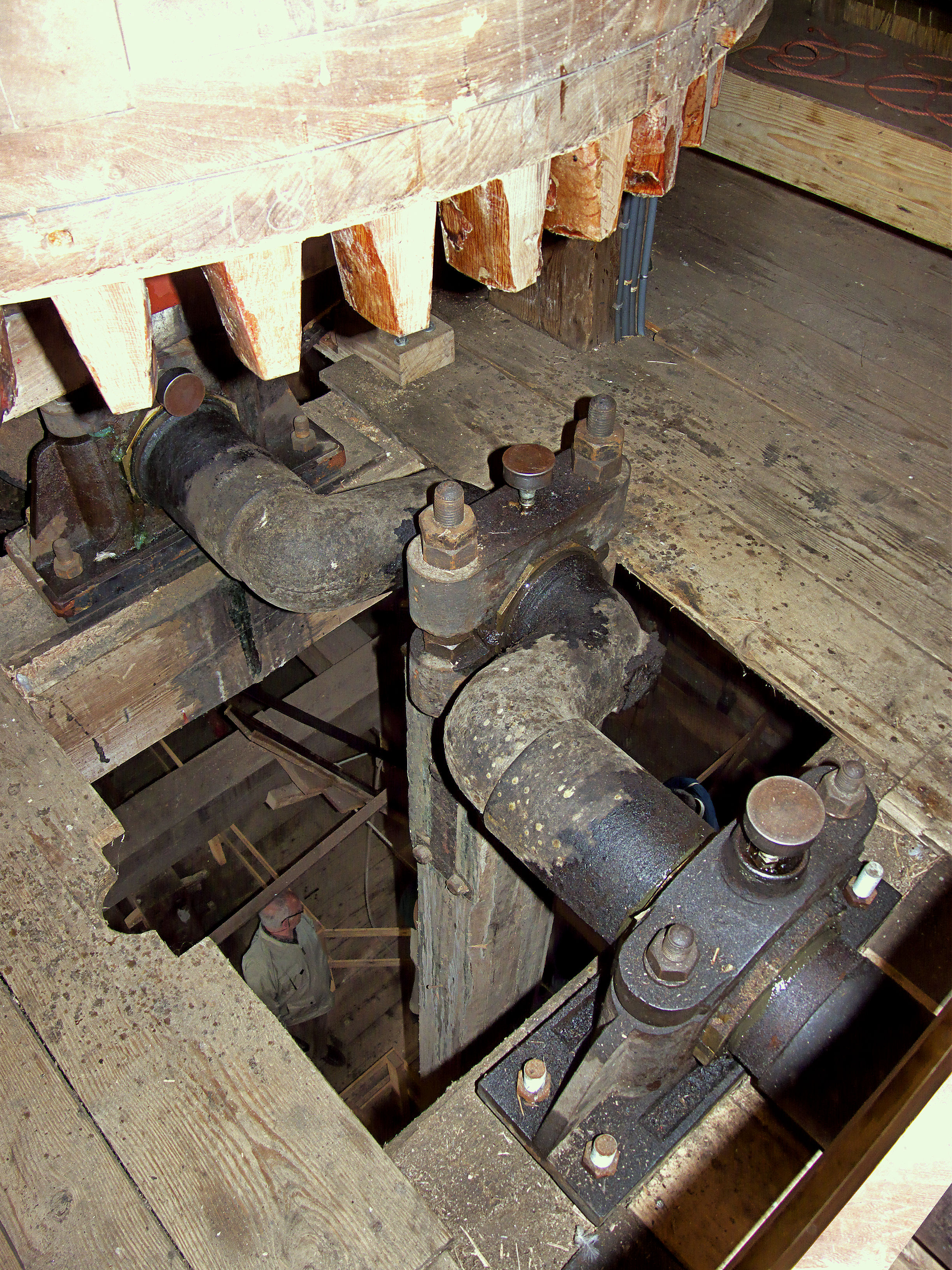
Vilebrequin du Bolwerksmolen (nl)
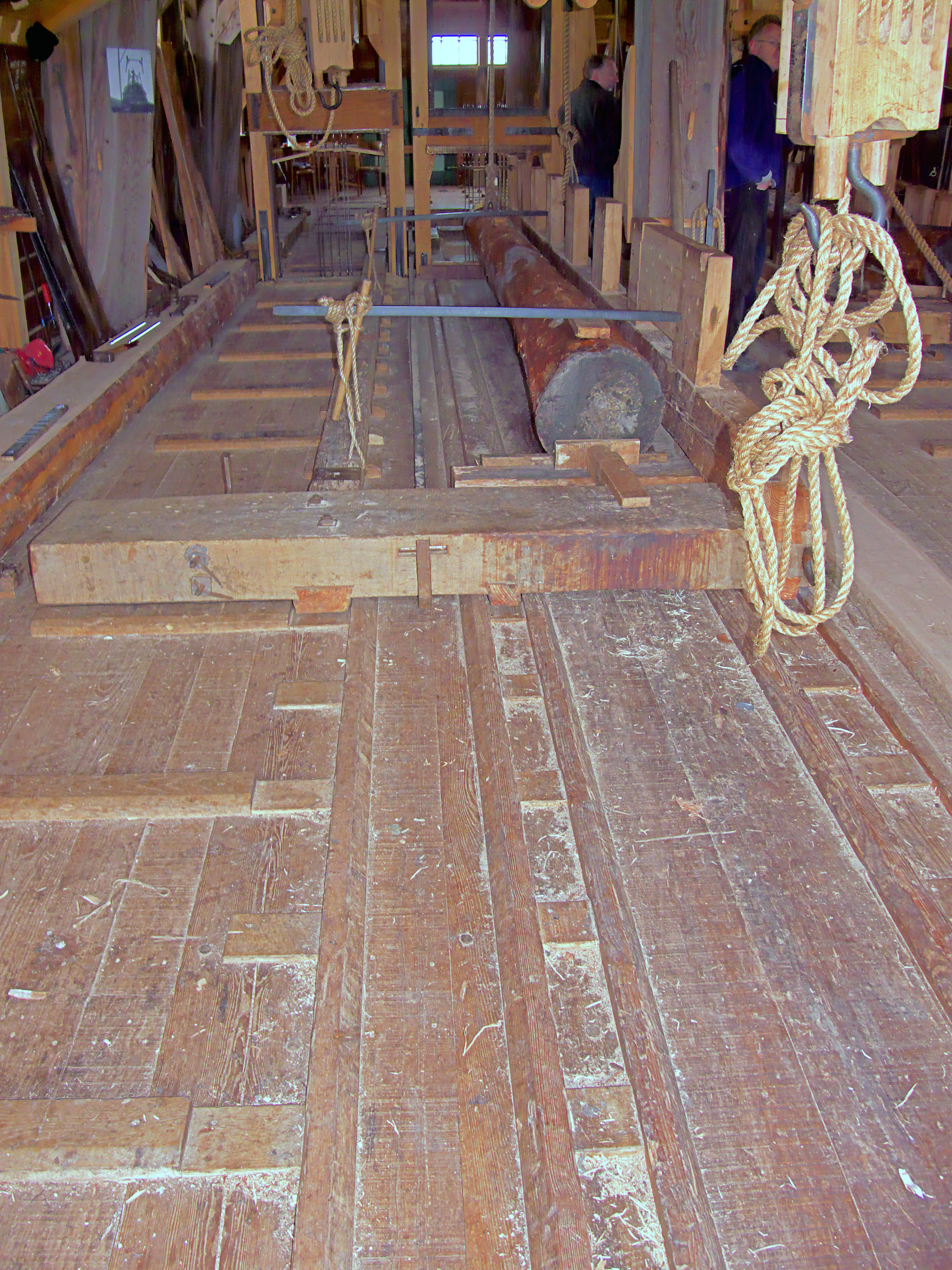
Chariot porte-grume, avec la fenêtre de délignage. Moulin Het Jonge Schaap (nl)
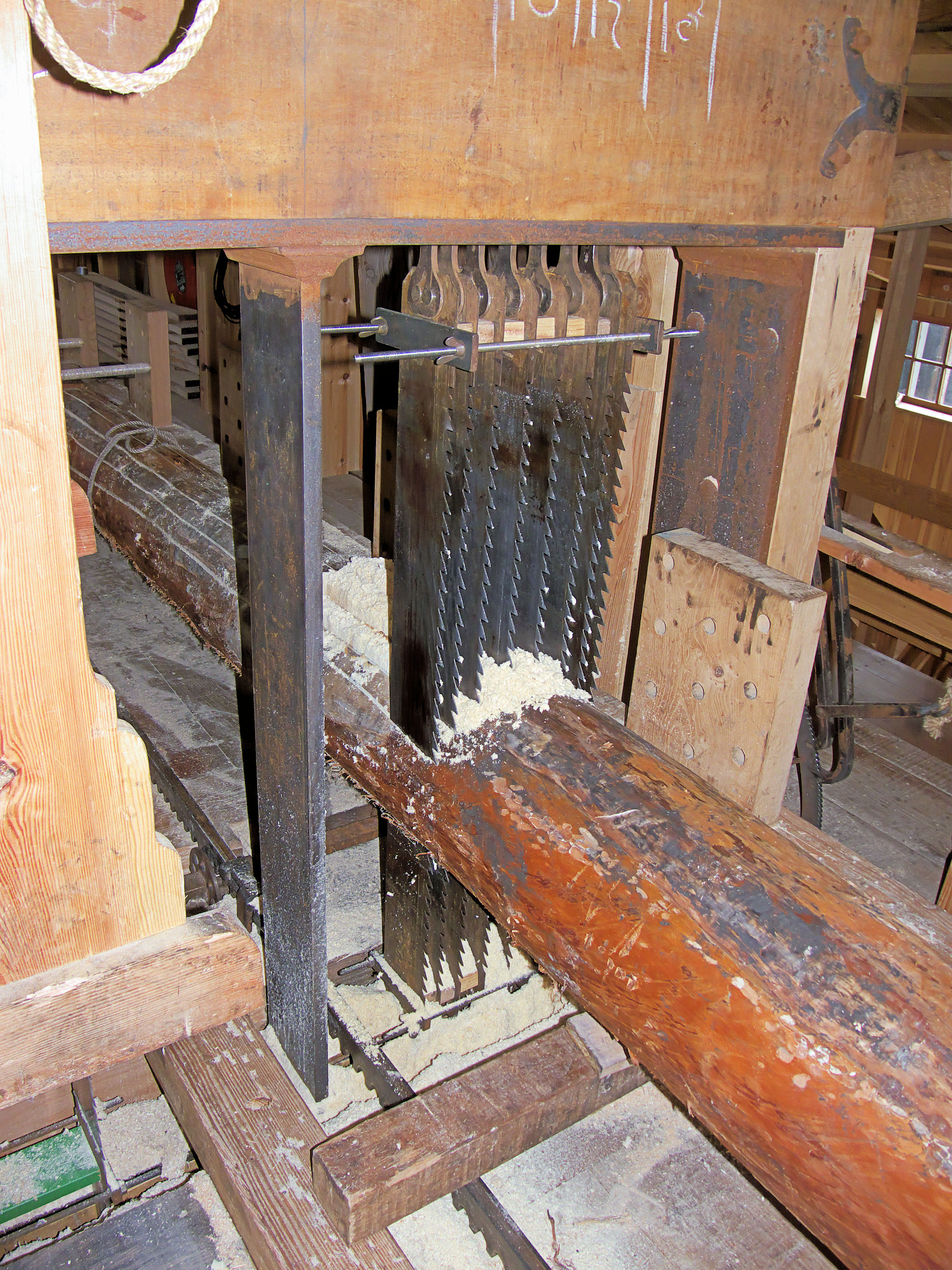
Cadre à scies multiples
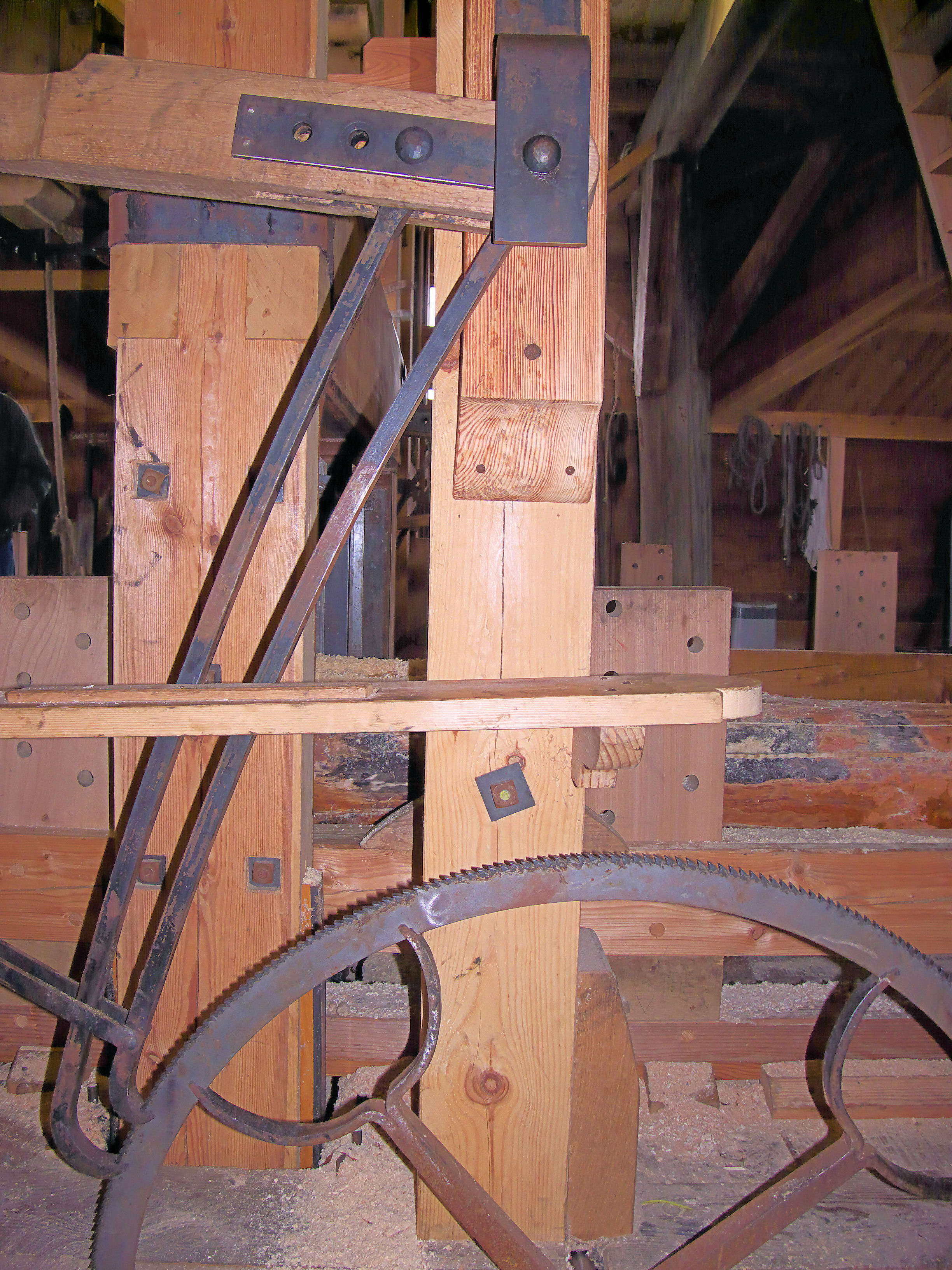
Système d'avancement des grumes. Roue à cliquet ou à rochet

## Histoire
En 1592, Cornelis Corneliszoon van Uitgeest a combiné un vilebrequin avec un moulin à vent dans une première scierie. Jusqu'à ce jour, il fallait environ trente jours pour couper les planches d'un arbre. L'invention de Corneliszoon a permis de couper beaucoup plus rapidement et d'accélérer la construction des navires. Son invention a contribué au progrès technique de la Hollande et a été déterminant dans le siècle d'or néerlandais ,. 
En 1593, il obtient un octroi pour son invention. Le mouvement circulaire des ailes converti en un mouvement de haut en bas du cadre des scies par le vilebrequin. Le vilebrequin en fer forgé a généralement trois manivelles, qui sont à angle de 120 ° les unes par rapport aux autres. Il existe également des vilebrequins avec deux manivelles ou quatre manivelles. 
Corneliszoon a conçu un dispositif d'avance (krabbelwerk) pour faire glisser le tronc allongé sur un chariot pendant le sciage. Le dispositif d'avance consiste en une roue à cran rotative (krabbelrad ) avec attachée une roue dentée, avec une crémaillère. À chaque mouvement vers le haut du cadre de la scie, le dispositif d'avance fait tourner la roue à cran d'un ou plusieurs crans, tirant le chariot vers l'avant. À chaque mouvement vers le bas du cadre de scie, la coupe est effectuée, le cadre de scie s'inclinant légèrement vers l'avant à travers l'aubier et le bois de cœur pendant la coupe. Ces inventions ont amené la prospérité dans les scieries de la région du Zaan. 
En particulier dans la Zaanstreek, autour d'Amsterdam et de Dordrecht, les paltrokmolen ont été largement utilisé pour la construction navale à partir de 1600. Dans les paltrokmolen , les troncs d'arbres à scier sont soulevés hore de l'eau du balkengat (bassin à grume) avec une grue actionnée par le vent, dans une scierie avec un hangar à scie, les troncs ont été amenés dans le hangar à scie avec l'énergie éolienne de l'eau sur une rampe de halage. 
Le musée en plein air d'Arnhem possède toujours un moulin à paltrok fonctionnel de 1680. Le mercredi, il peut être vu régulièrement en fonctionnement, en raison des abords peu favorables du moulin (molenbiotoop (nl)), il a été décidé d'installer un moteur électrique. Les ailes tournent, mais uniquement pour le spectacle. Le processus de sciage se poursuit comme à l'époque. 
En raison de l'essor de la construction navale dans le nord des Pays-Bas vers 1850, ont été surtout construit des stellingmolens avec des hangars à scie (zaagschuur). 
Le Molenerf de Ster (Utrecht) est le seul chantier de scierie à bois entièrement conservé aux Pays-Bas. Il se compose du moulin à vent avec scierie, de la maison du meunier, de deux maisons de domestiques et de trois séchoirs à bois. 

## Vitesse
La vitesse de rotation dépend des facteurs qui suivent: 
- Le type de moulin: paltrok ou porter supérieur
- Le poids propre suspendu des cadres de scie. Cela peut varier d'environ 800 à 1 500 kg.
- L'état du vilebrequin
- Le type de bois à couper
- La taille du tronc ou de la pièce de sciage
- La méthode de déchargement sur le chariot de scie.

Le poids suspendu du cadre de la scie détermine la vitesse de rotation maximale. Si le cadre de la scie monte trop vite, la tête de bielle heurte le roulement inférieur du vilebrequin avec un bang. 
La vitesse de rotation moyenne idéale est d'environ 80 tours par minute. Cependant, un moulin paltrok peut soutenir 120 tours. Une pièce de chêne épaisse est mieux sciée à 80 tours ou plus. Si le cadre de la scie tombe de la position la plus élevée, il obtiendra l'accélération la plus élevée, c'est-à-dire A-max. L'A-max avec un objet en chute libre est de 9,8 m/s2 . À 61 tours, la vitesse de chute de la fenêtre est déjà supérieure à la vitesse de chute normale, mais le sciage crée un frottement et donc l'accélération maximale est plus faible. La quantité totale de friction dépend du nombre de scies dans le cadre de la scie, et du bois. À une vitesse de rotation de 77-78 tours et un rapport de démultiplication de 1,83, la chute libre est de 4,9 m/s2 . 
| Nombre de frappes par minute | Nombre de tours par minute | Longueur de levier de frappe en mètre | A-max m/s2 |
| 30                           | 55                         | 0,48                                  | 2,37       |
| 35                           | 64                         | 0,48                                  | 3.22       |
| 40                           | 73                         | 0,48                                  | 4.21       |
| 45                           | 82                         | 0,48                                  | 5.33       |
| 50                           | 91                         | 0,48                                  | 6,58       |
| 55                           | 100                        | 0,48                                  | 7,95       |
| 60                           | 109                        | 0,48                                  | 9.46       |
| 61                           | 111                        | 0,48                                  | 9.78       |

Si le travail de sciage ne peut pas être établi de manière complètement stable, la vitesse doit être abaissée, autrement l'extrémité non soutenue de la grume oscille.

## Galerie

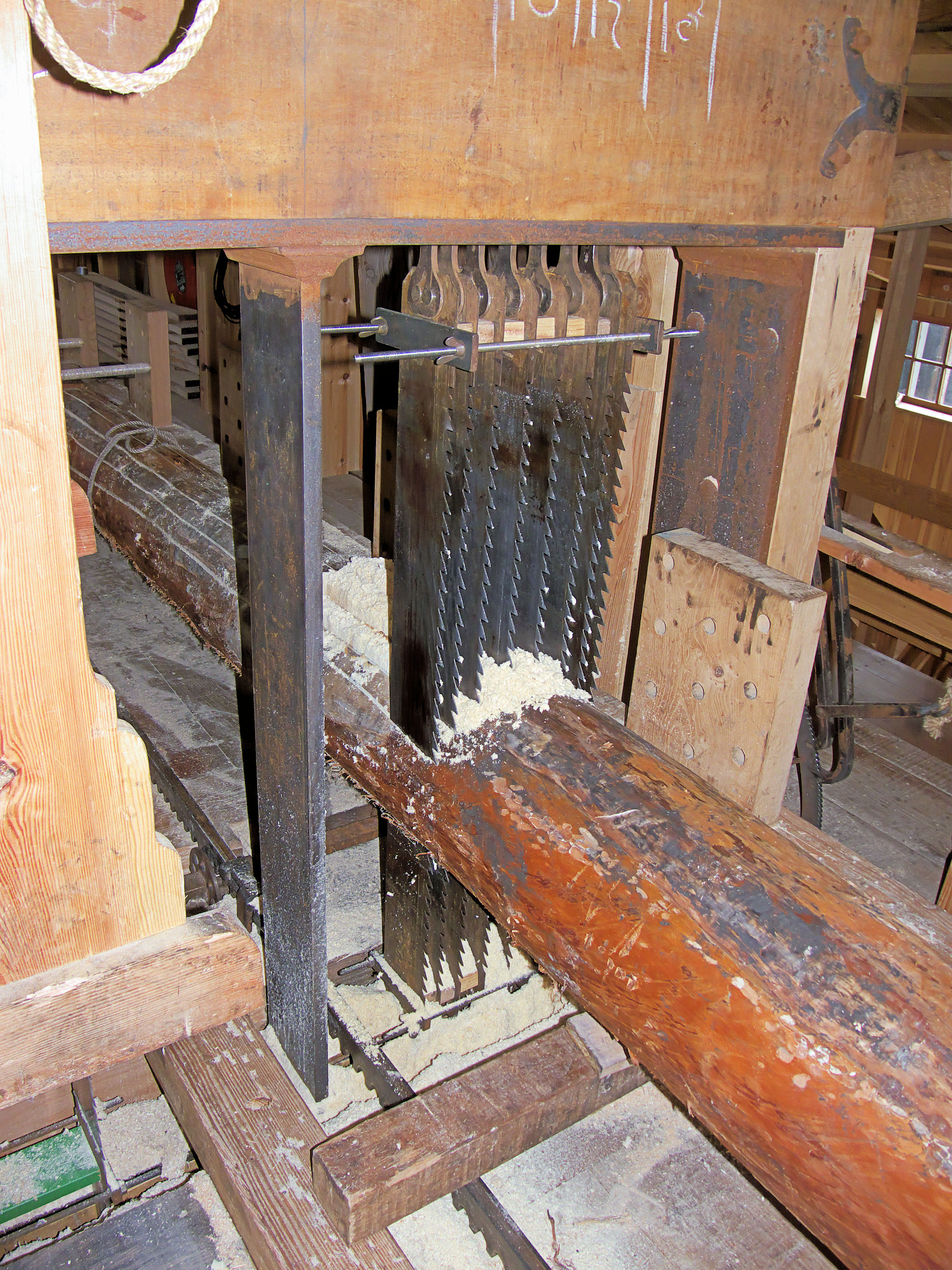
Châssis de scie, Het Jonge Schaap
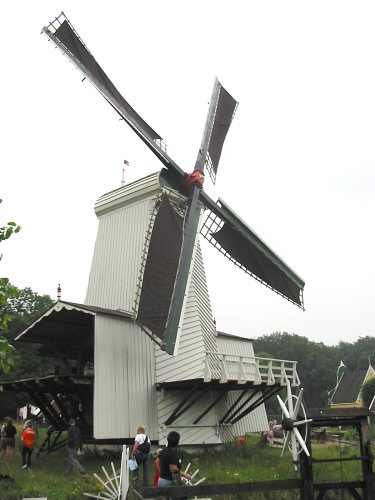
Paltrokmolen au musée en plein air d'Arnhem
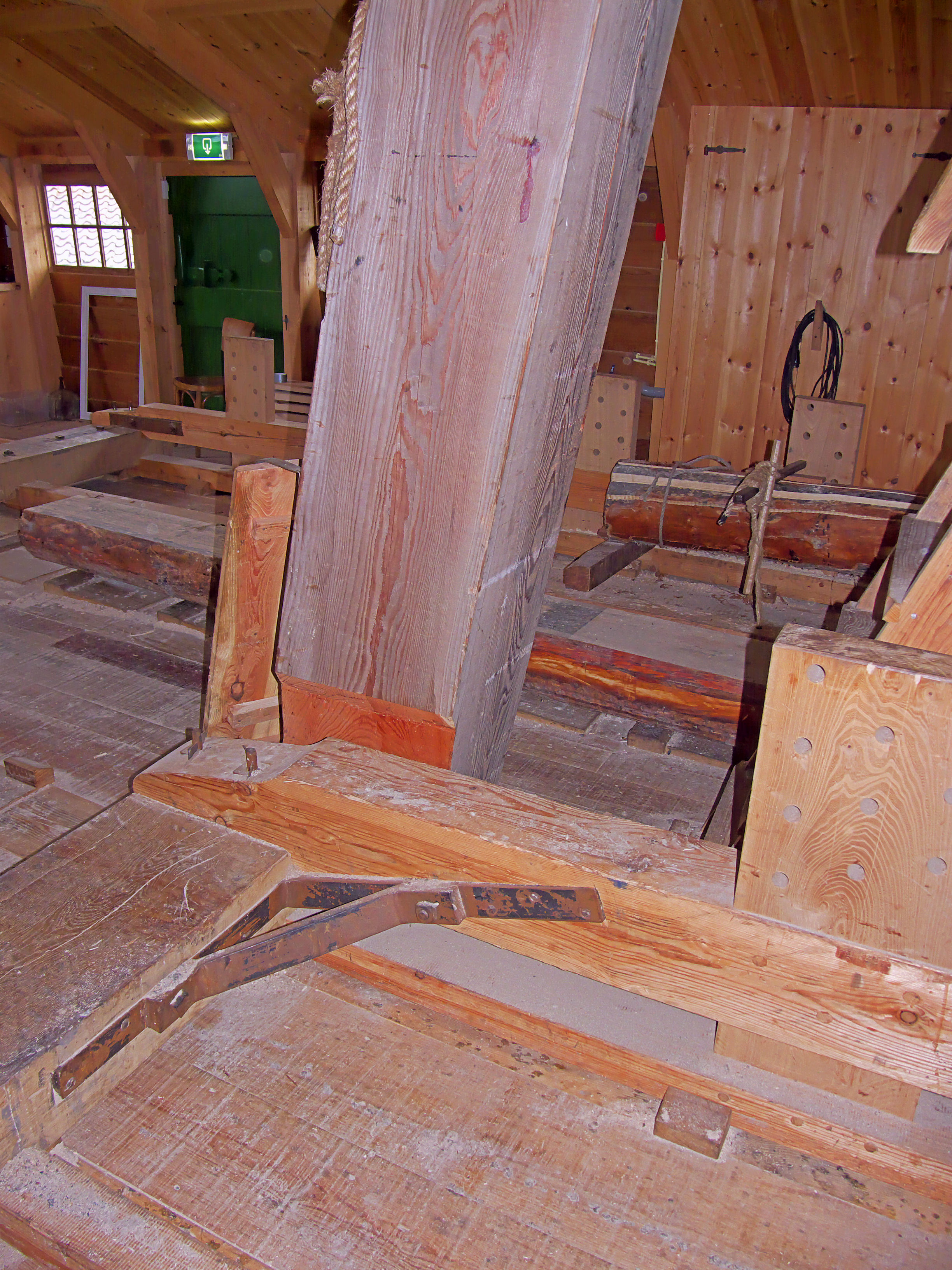
Style hexagonal entre les fenêtres de scie. Het Jonge Schaap
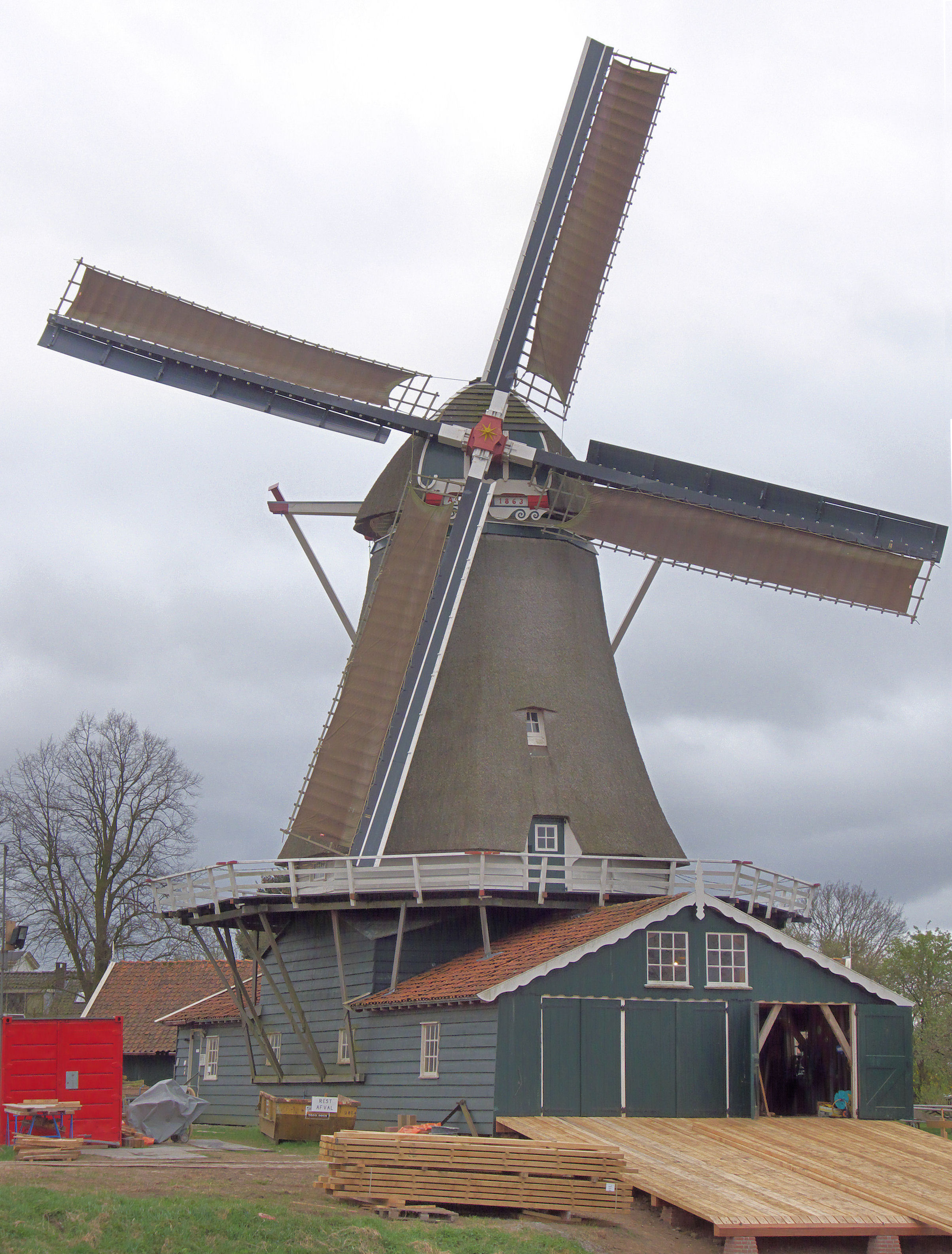
Octogone en bois sur carré inférieur. Bolwerksmolen
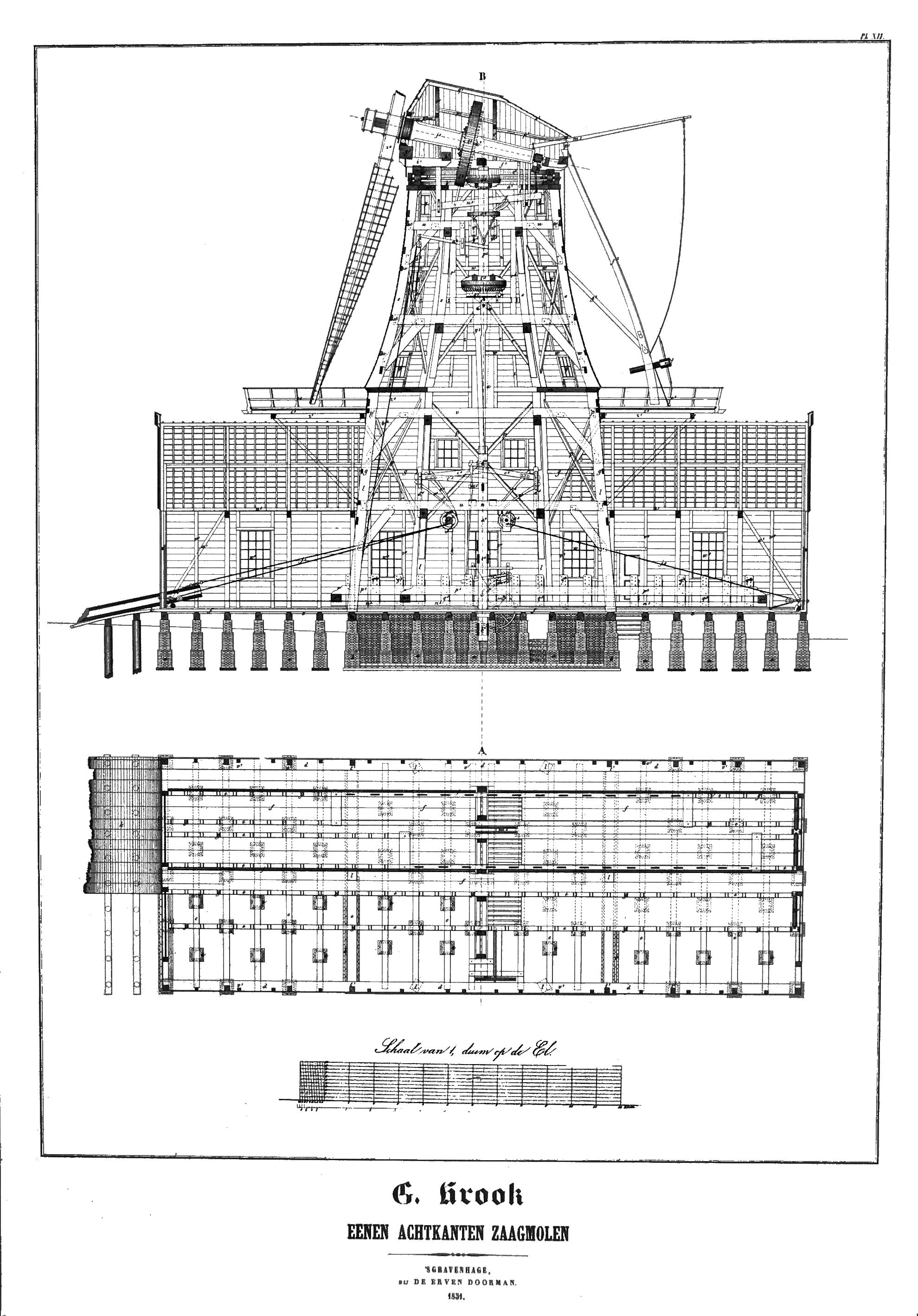
Scierie: octogone en bois sur cabanon
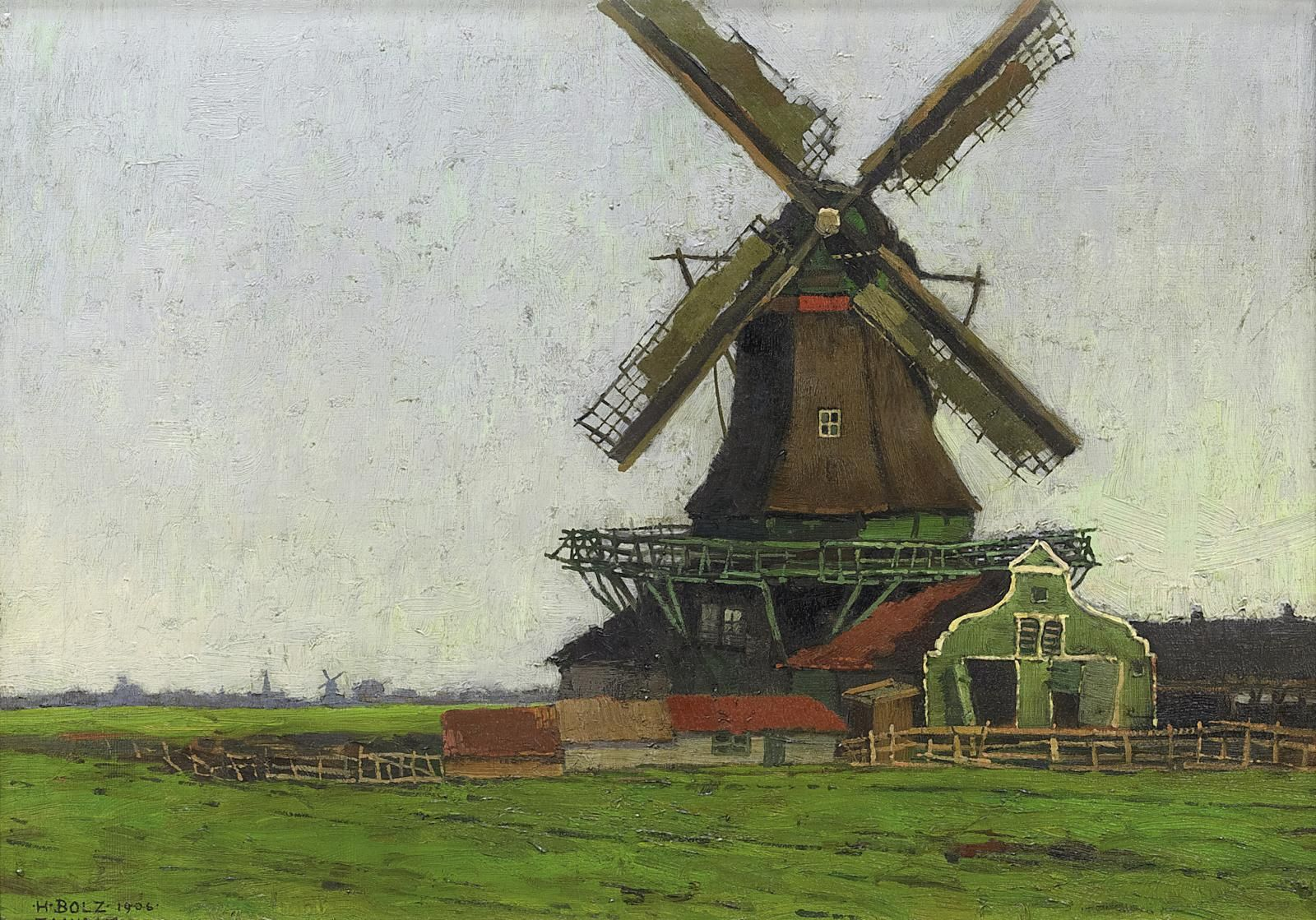
Scierie à vent de Zaandam, en 1906. Peinture de Hanns Bolz